# Bocaranga
Bocaranga est une ville de République centrafricaine située dans la préfecture de Ouham-Pendé dont elle constitue l'une des trois sous-préfectures.

## Géographie

### Situation
Bocaranga est situé au nord-ouest du pays à 45 km de la frontière avec le Cameroun, à 150 km au nord de Bouar et à 600 km au nord-ouest de Bangui.

### Quartiers
La commune de Bocaranga compte 31 quartiers en zone urbaine : Arabe, Baikayan, Barrage, Boboro, Bocaranga 1, Bolara, Bolere, Bornou, Centre-Ville, Dele, Diahoke, Eremandji, Foulbe, Ganza, Gbadok, Gonon 1, Haoussa, Kaidomon, Kodi 2, Lao, Lima, Mandja, Mbiakari, Mbiamang, Mbidanga, Petroca, Sara, Souma, Tagberin, Yémé, Zéréwélé.

### Villages
La commune compte 155 villages en zone rurale. Les principaux villages sont Gono Karré, Bokongo, Bokaya, Bomari 1, Sanguéré Pendé, Bohong,Mbotoga,
```
Forté et Kolo Kobé.
```

## Histoire
La ville est cédée au Cameroun allemand le 4 novembre 1911 puis réintégrée dans l'Oubangui-Chari en 1914 lors de la déclaration de guerre entre la France et l'Allemagne. En 1946, elle devient la capitale de district et à l'indépendance en 1961 une sous-préfecture de la Centrafrique.

## Administration
La sous-préfecture de Bocaranga est constituée des trois communes de Bocaranga, Loura et Pendé.

### Politique
La sous-préfecture de Bocaranga est divisée en trois circonscriptions législatives.
| Date d'élection | Identité                         | Parti       | notes               |
| --------------- | -------------------------------- | ----------- | ------------------- |
| 2016            | Anicet-Georges Dologuélé         | URCA        | 1re circonscription |
| 2016            | Gervil Jean Beninga de Ngakoutou | indépendant | 2e circonscription  |
| 2016            | Martin Ziguélé                   | MLPC        | 3e circonscription  |

## Économie

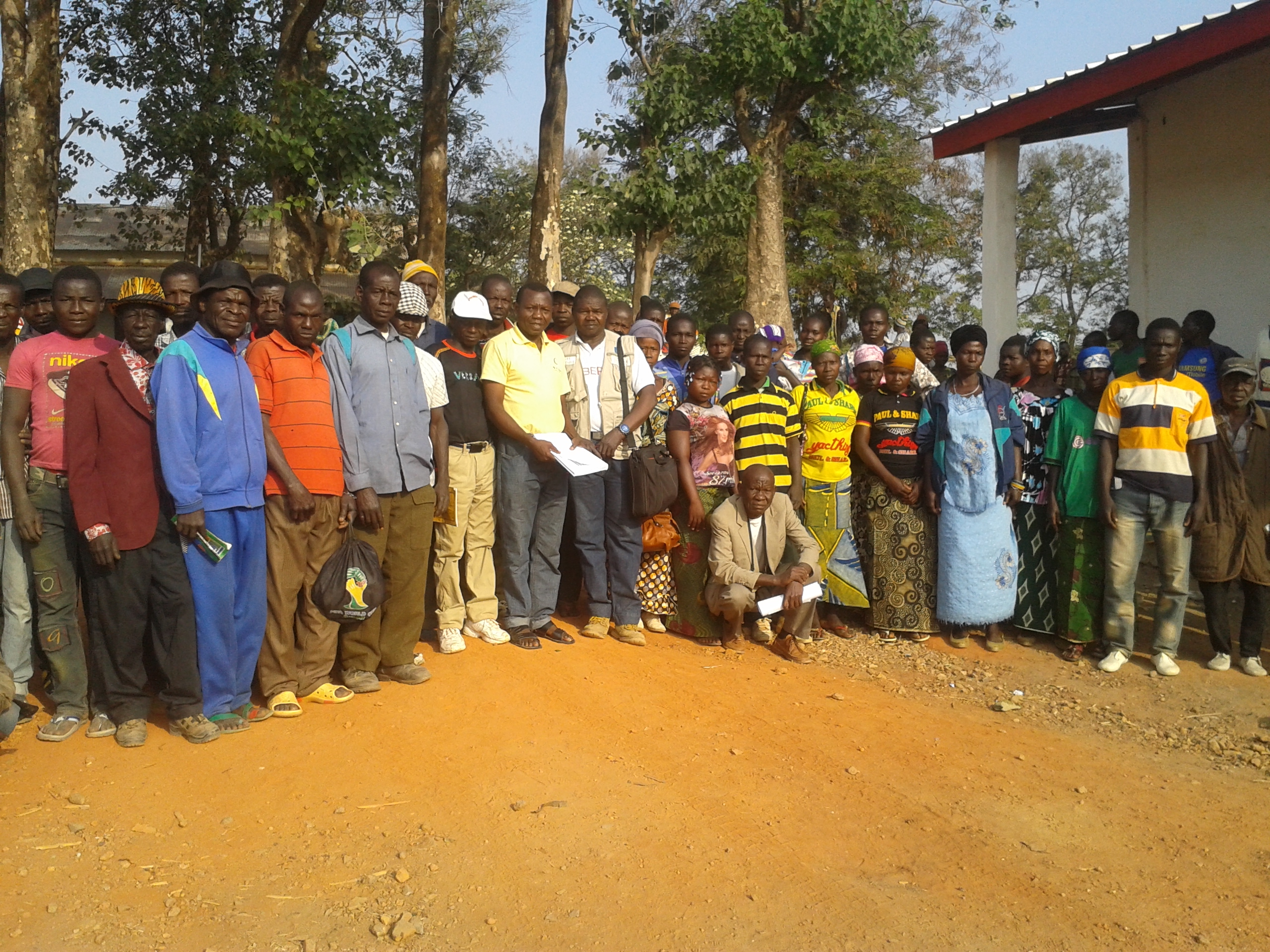
Producteurs de semences en formation à Bocaranga

La sous-préfecture de Bocaranga compte plusieurs chantiers d'exploitation minière de l'or en particulier à Mumndi, Ngouteré et Sontiwane.
La ville possède un petit aérodrome.

## Société

### Éducation
L'enseignement secondaire est assuré au lycée de Bocaranga.

### Santé
La commune située dans la région sanitaire n°3 dispose de trois centres de santé à Bocaranga, Bohong et Mbotoga; de 6 postes de santé à Bokongo, Bomari, Bogano, Bokayan, Kolokobé et Forté.

### Religion
La paroisse catholique Notre-Dame de la Garde de Bocaranga fondée en 1954 dépend du diocèse de Bouar.